# Чилийско-перуанская мерлуза
Чилийско-перуанская мерлуза, или чилийская мерлуза, или перуанская мерлуза, или перуанский хек (лат. Merluccius gayi) — вид рыб из семейства мерлузовых (Merlucciidae). Распространены в юго-восточной части Тихого океана вдоль побережья Чили и Перу. Встречаются на глубине от 50 до 500 м. Максимальная зарегистрированная длина 115 см. Размножаются икрометанием. Ценная промысловая рыба.

## Описание
Тело прогонистое, низкое, его высота укладывается 4,7—7,9 раза в общей длине тела. Голова большая, её длина составляет 26—32,4 % от стандартной длины тела. Рыло удлинённое, его длина составляет 29,3—34,1 % от длины головы, окончание рыла закруглённое. Глаза крупные, их диаметр равен 14,9—18,9 % от длины головы. Межглазничное пространство широкое, немного выпуклое. Рот конечный, косой с двумя рядами острых клыковидных зубов на каждой челюсти. Подбородочный усик отсутствует. Имеются мелкие зубы на сошнике, расположенные в два ряда. На нёбе зубов нет. На первой жаберной дуге 18—25 длинных и тонких жаберных тычинок с заострённым окончанием. Первый спинной плавник несколько выше второго спинного плавника, в нём один колючий и 9—12 мягких лучей. Второй спинной плавник с выемкой посередине с 36—42 мягкими лучами. Длинный анальный плавник также имеет выемку в средней части, в нём 36—42 мягких лучей. Анальный и второй спинной плавники имеют одинаковую высоту. В грудных плавниках 15—17 лучей, их окончания доходят или заходят за анальное отверстие. Брюшные плавники с 7 лучами располагаются перед грудными плавниками. Хвостовой плавник со слабой выемкой, обособлен от спинного и анального плавников. Тело и верх головы покрыты мелкой и тонкой циклоидной чешуёй, на конце рыла чешуя отсутствует. Боковая линия с небольшим изгибом, в ней 106—130 чешуй. Позвонков 48—53.
Спина серого цвета, бока серебристые, брюхо серебристо-белое.

## Распространение
Распространены только в юго-восточной части Тихого океана вдоль побережья Южной Америки. Зарубежные исследователи выделяют два подвида чилийско-перуанской мерлузы:
- M. g. gayi (Guichenot, 1848) — обитают у побережья Чили между 19° ю. ш. и 44° ю. ш.
- M. g. peruanus (Ginsburg, 1954) — встречаются у побережья Перу между 5° ю. ш. и 14° ю. ш.

Отечественные учёные считают, что наблюдаемые различия между подвидами по числу позвонков, количеству лучей во втором спинном и анальном плавниках и некоторым другим меристическим признакам, связаны с клинальной изменчивостью, вызванной влиянием факторов внешней среды. Различия между популяциями не позволяют выделять отдельные подвиды.

## Биология
Чилийско-перуанские мерлузы — морские, бентопелагические, стайные рыбы. Встречаются как на континентальном шельфе на глубине около 50 м, так и в верхней части континентального склона до глубины 500 м. Обитают как у дна, так и в средних слоях воды. Совершают сезонные миграции, откочёвывая на юг в летние месяцы и возвращаясь в более северные районы зимой.

### Питание
Чилийско-перуанские мерлузы являются активными хищниками. Основу питания составляют рыбы, их доля в пищевом рационе достигает 75 %. Видовой состав жертв очень разнообразен, в желудках мерлузы встречаются представители 15 семейств рыб. Отмечены случаи каннибализма. Также в состав рациона входят эуфаузиевые, десятиногие ракообразные, бокоплавы и головоногие.

### Размножение и рост
Впервые созревают в возрасте 2—4 года при длине тела 30—38 см. Нерестовый период сильно растянут с августа до марта с пиком весной у берегов Перу и в августе — ноябре у чилийского подвида. С учётом возможной двукратности нереста абсолютная плодовитость самок может составлять от 304 тысяч до 3,16 млн икринок. Икра пелагическая. Инкубационный период продолжается от двух до 14 дней в зависимости от температуры воды.
Самки растут быстрее самцов и достигают больших размеров. Самки перуанского подвида достигают длины 115 см и массы более 3 кг, а самцы — 68 см. Представители чилийского подвида несколько мельче, максимальная длина самок 87 см. Обычные размеры чилийско-перуанской мерлузы в промысловых уловах около 50 см.
Максимальная продолжительность жизни 10 лет.

## Хозяйственное значение
Ценная промысловая рыба. Мировые уловы чилийско-перуанской мерлузы достигали 400 тысяч тонн в 1970-е годы. В 2010—2014 годах варьировались от 72,9 тысяч до 96,2 тысяч тонн. Для СССР являлся промысловым видом до 1991 года. Ловят преимущественно донными тралами. Основные страны, ведущие промысел — Перу и Чили. Реализуется в свежем и мороженом виде. Идёт на производство консервов, в том числе из печени. Часть уловов идёт на изготовление кормовой муки.